# 大野仁兵衛
大野 仁兵衛（おおの じんべえ）は、江戸時代前期の下総古河藩の家臣。

## 略歴
常陸鹿島郡の出身で、元は大生氏を名乗っていた。最初は父親と共に佐竹義宣に仕えていたが、佐竹家が関ヶ原の戦いで没落すると、土井利勝に仕えた。利勝からは重用されて禄高3,000石の家老に任命された。利勝は老中として幕政に加わっていたため、実際の藩政を担当したという。利勝からは行政手腕を高く評価されていた。なお、唐糸の逸話で利勝に賞賛された逸話があり、この一件で300石を加増されている。
利勝死去の直前には、蒲田七兵衛と共に利隆の後見を命じられている。そして利隆に仕えたが、利隆には不行跡が多く大野は江戸家老としてたびたび諫言した。しかし聞き入れられず、逆に利隆は大野と蒲田に国許での隠居を迫り、大野は逆に利隆に隠居を迫る政争となった。慶安4年（1651年）に諫死したという。なお、大野の自害は土井家の記録に無いため、後世の創作とも考えられていたが、古河市の郷土史家・岡村実の研究によって自害したことが明らかになった。